# Triodia brizoides
Triodia brizoides är en gräsart som beskrevs av Nancy Tyson Burbidge. Triodia brizoides ingår i släktet Triodia och familjen gräs. Inga underarter finns listade i Catalogue of Life.